# Die Tochter der Landstraße
Die Tochter der Landstraße ist ein 1914 gedrehter, deutscher Stummfilm mit Asta Nielsen in der Hauptrolle.

## Handlung
Die Zigeunerin Zirzi gehört zum „fahrenden Volk“ und muss sich auf dem Wege so manche Beschimpfung gefallen lassen. Als einmal eine Situation bedrohlich zu werden scheint, ist es ein altes Bauernpaar, das sie in Schutz nimmt. Zum Dank hilft Zirzi ihnen in einer persönlichen Angelegenheit, in der ihre detektivischen Fähigkeiten gefragt sind. Der Sohn vom Bauer und der Bäuerin sitzt im Gefängnis und ist des Mordes beschuldigt. Mit ihrer Spürnase kommt Zirzi bald dem wahren Täter auf die Spur: Es handelt sich um einen japanischen Gelehrten.
Nun hat die Sache für Zirzi einen großen Haken, denn Zirzi hat sich in den von ihr überführten „Exoten“, der wie sie hierzulande Außenseiter ist, verliebt. Zwischen tiefer Zuneigung einerseits und Dankbarkeit gegenüber den Bauersleuten andererseits hin- und hergerissen, entscheidet sie sich gegen die Liebe und für die Gerechtigkeit. Da Zirzi ihren Japaner aber auch nicht am Galgen enden sehen will, gibt sie ihm Gelegenheit, sich selbst zu richten. Danach kehrt Zirzi wieder zu ihren Leuten zurück und bleibt, was sie immer war: eine Tochter der Landstraße.

## Produktionsnotizen
Die Tochter der Landstraße entstand im Union-Atelier in Berlin-Tempelhof und wurde komplett 1914, noch vor Ausbruch des Ersten Weltkriegs, abgedreht. Die Feindseligkeiten verhinderten lange Zeit die Uraufführung dieser Komödie, die erst am 20. September 1915 von der Zensurbehörde freigegeben wurde. Die Uraufführung fand am 8. Oktober 1915 statt. Der Dreiakter war lediglich 1072 Meter lang.
Bruno Kastner, der unmittelbar zuvor in Asta Nielsens Riesenerfolg Engelein mitgewirkt hatte, spielte hier seine erste größere Rolle.

## Kritiken
„Asta Nielsen zeigt in der ihr zugewiesenen schwierigen Rolle ihre bewährte Künstlerschaft und versteht es, durch ihr eigenartiges Spiel die spannende Handlung noch fesselnder zu gestalten. (…) Technisch außerordentlich gelungen, zeichnet sich dieser Film auch durch die Besetzung der übrigen Rollen aus.“